# Beppe Levrero
Beppe Levrero (Voltri, 13 ottobre 1901 – Novi Ligure, 15 ottobre 1986) è stato un pittore italiano.

## Biografia

### Le origini
Beppe Levrero nasce il 13 ottobre 1901 a Genova Voltri da famiglia novese: il padre Giovanni Felice era capostazione a Voltri e la madre Anna Cabella casalinga.
La zia Carlotta, sorella del padre, maestra a Novi Ligure, è la prima a capire le inconsce aspirazioni del nipotino Beppe, così pure lo zio Luciano Cabella, violinista compositore assai noto in quei tempi.
Levrero trascorre l'infanzia a Novi Ligure da quando il padre, andato in pensione, acquista un'antica casa già dei marchesi Pinelli, costruita tra la fine del Seicento e i primi del Settecento.
Figlio unico, già da ragazzo è interessato alla pittura che segue da autodidatta rifugiandosi sulla torretta dell'antica casa.

### Gli studi
A Novi frequenta il ginnasio e il liceo classico, tranne la permanenza nel collegio degli Scolopi a Savona, fino a che, iniziata la prima guerra mondiale, il collegio è adibito a ospedale militare.
Dopo aver compiuto gli studi classici si iscrive alla facoltà di chimica dell'Università di Genova per compiacere il padre e contemporaneamente studia pittura nei musei di Palazzo Bianco e Palazzo Rosso in Genova, consenziente l'assistente di chimica dottor Sensi che aveva capito le sue doti e le sue vere aspirazioni.
Nel frattempo – siamo intorno al 1921 – tramite la nobildonna Giuseppina Coulant Peloso conosce lo scultore Leonardo Bistolfi, che convince il padre ad aderire alle volontà del figlio.
Trasferitosi a Torino, frequenta lo studio del Maestro Leonardo Bistolfi per poi frequentare lo studio di Agostino Bosìa, dove assiduamente e con ferrea disciplina studia pittura per sei anni.

### Influenze artistiche
I suoi veri maestri sono la natura, Antonio Fontanesi e Francesco Guardi studiato nei frequenti viaggi a Venezia, William Turner e John Constable.
Pur essendo stato amico dei maggiori pittori e scultori dell'epoca e dei postfuturisti torinesi, da Fillia a Oriani a Pozzo, sia per ragioni di indipendenza, sia per innata personalità, non si è mai legato alle varie tendenze né di ieri né di oggi.
Fa amicizia con i maggiori pittori e scultori: da Carlo Carrà a Ardengo Soffici, da Mario Tozzi a Gino Severini e, a Torino, da Francesco Menzio a Luigi Spazzapan, a Gigi Chessa, da Umberto Mastroianni a Felice Casorati e molti altri nei suoi assidui trasferimenti a Milano, Roma e Venezia.
Così scrive di lui Angelo Mistrangelo nel testo critico sul catalogo Mazzotta della mostra antologica del 1999: “...Gli alberi, i solo cosmici, le gelate sembrano ricondurci a una sorta di neoromanticismo che però si stempera nella straordinaria forza di un espressionismo mediterraneo, nei sottili riferimenti a Turner e in una solida struttura compositiva.” ed ancora come scriveva lo scultore Sandro Cherchi su Nuove Dimensioni del 1963: “...tutto si muove nella sua pittura, i suoi paesaggi sono sconvolti o meglio travolti da una furia espressionistica che altro non fa pensare che il nostro amico sia stato violentemente messo in moto da un ribollore dell'anima, da una giovinezza improvvisa e ruggente, in cui diventa poesia e meditazione: la tempera favorisce questo nuovo momento di Levrero per la sveltezza dell'esecuzione e la bellezza della materia”.

## Esposizioni
Inizia ad esporre a Torino nel 1928 alla Galleria Guglielmi e l'anno seguente alla Società Promotrice di Belle Arti al Valentino ove continuerà ad esporre con personali e collettive fino al 1986. Partecipa alle maggiori mostre italiane ed estere: dalle Quadriennali Nazionali d'Arte di Roma (I – II – III - VI - VIII) alle Biennali Internazionali d'Arte di Venezia (XX - XXII - XXII - XXV - XXVIII), e all'estero: a Birmingham, Saint Louis, Baltimora, Linz, Buenos Aires, Praga.
Alla XXIII Biennale di Venezia (1942) è invitato con sala personale.

### Mostre personali e collettive
Espone nelle più importanti Gallerie italiane anche con “personali” dal 1932 al 1983, e con mostre antologiche a cura del Comune di Novi Ligure (1971 – 1983 catalogo Electa)

### Mostre postume
- 1989 – Mostra antologica, Galleria Accademia, Torino
- 1994 – Mostra antologica, Teatro Civico, Tortona
- 1995 – Mostra antologica, Galleria Triangolo Nero, Alessandria
- 1999 – Mostra antologica, Palazzo Robellini, Acqui Terme, a cura del Comune, Provincia di Alessandria, Regione Piemonte (catalogo Mazzotta, Milano)
- 2001 – Mostra antologica, Galleria Fogliato, Torino

### Musei
- Galleria d'Arte Moderna – Torino (acquisto di un'opera nel 1935 durante la II Quadriennale di Roma e nel 1941 presso la Società Promotrice di Belle Arti di Torino)
- Galleria Comunale d'Arte Moderna di Palazzo Braschi – Roma (il Comune di Roma acquista un'opera nel 1942 durante la XXIII Biennale di Venezia)
- Galleria d'Arte Moderna – Genova (il Comune di Genova acquista un'opera nel 1951 – lascito Istituto Brignole Sale De Ferrari)
- Civica Pinacoteca – Alessandria (la Cassa di Risparmio di Alessandria acquista un'opera nel 1955 durante la VII Mostra Nazionale d'Arte Contemporanea di Alessandria)
- Raccolta Nazionale di Disegni e Stampe dell'Università di Pisa - Pisa (acquisto di due disegni nel 1957)
- Civica Pinacoteca – Imperia (l'E.P.T. acquista un'opera nel 1968 durante il VII Premio Nazionale di Pittura Città di Imperia)
- Civica Galleria d'Arte Moderna – Torre Pellice (acquisto di un'opera nel 1976)

### Acquisti e collezioni
Sue opere sono presenti presso: Collezione di Casa Reale (1931), Provincia di Alessandria (1932), Società Amici dell'Arte di Torino (1934), Collezione Sen. Giovanni Agnelli (1936), Collezione Pirelli S.p.A. (1949), Banca Nazionale del Lavoro di Venezia (1950), Assicurazioni Toro (1954), Azienda Autonoma di Soggiorno di Spotorno (1957), Ministero della pubblica istruzione (1959), Rai TV Torino (1965), Comune di Novi Ligure (1934 - 1971 – 1983), Comune di Acqui Terme (1999), collezioni private in Italia e all'estero.

## Onorificenze
Medaglia d'argento del Ministero E. N. (1933)
Accademico di merito presso l'Accademia Ligustica di Belle Arti, Genova (1954), 
Accademico di merito presso l'Accademia Tiberina, Roma (1959),
Accademico di merito presso l'Accademia "i 500", Roma (1962)
Accademico di merito presso l'Academia Latinati Excolendae, Roma (1963)
Socio Onorario Accademia Filarmonico Artistico Letteraria, Novi Ligure (1974)
Onorificenza “Torre d'Oro” - Centro Studi "In Novitate", Novi Ligure (1986).